# Belvosia splendens
Belvosia splendens är en tvåvingeart som beskrevs av Charles Howard Curran 1927. Belvosia splendens ingår i släktet Belvosia och familjen parasitflugor. Inga underarter finns listade i Catalogue of Life.